# Irene Dölling
 Irene Dölling (* 23. Dezember 1942 in Leicester) ist eine deutsche Soziologin und seit 2008 emeritierte Professorin für Frauenforschung.

## Leben
Irene Dölling studierte von 1961 bis 1966 an der Humboldt-Universität zu Berlin, wo sie 1966 das Diplom für Philosophie und das Staatsexamen für Bibliothekswissenschaften ablegte.
Nach ihrer Promotion und Habilitation wurde sie 1985 zur Professorin für Kulturtheorie berufen. Bis 1994 war Irene Dölling mit kurzzeitigen Unterbrechungen am Institut für Kulturwissenschaft der Berliner Humboldt-Universität tätig.
Dölling wurde 1989 Mitbegründerin des Zentrums für Interdisziplinäre Frauenforschung (ZIF) an der Humboldt-Universität und dessen erste wissenschaftliche Leiterin.
Von 1994 bis zu ihrer Emeritierung 2008 hatte Irene Dölling eine Professur für Frauenforschung an der Wirtschafts- und Sozialwissenschaftlichen Fakultät der Universität Potsdam inne.

## Zeitschriften und Gremien
Dölling ist wissenschaftlicher Beirat verschiedener Zeitschriften und arbeitet in diversen Gremien mit:
- SIGNS: Journal of Women in Culture and Society (USA)
- European Journal of Women's Studies(NL)
- L’Homme. Europäische Zeitschrift für Feministische Geschichtswissenschaft (Österreich)
- Zeitschrift für Sexualforschung (Deutschland)
- Vertrauensdozentin für die Heinrich-Böll-Stiftung
- Wissenschaftlicher Beirat der Hans-Böckler-Stiftung
- Vorsitzende des Wissenschaftlichen Beirates der Rosa-Luxemburg-Stiftung[4]
- 1995 wurde sie zum Mitglied der Gelehrtengesellschaft Leibniz-Sozietät der Wissenschaften zu Berlin gewählt.

## Forschungsinteresse
Persönlichkeitstheorie, Kulturtheorie, Soziologie der Geschlechterverhältnisse und Transformationsprozesse in Ostdeutschland